# Oenonidae

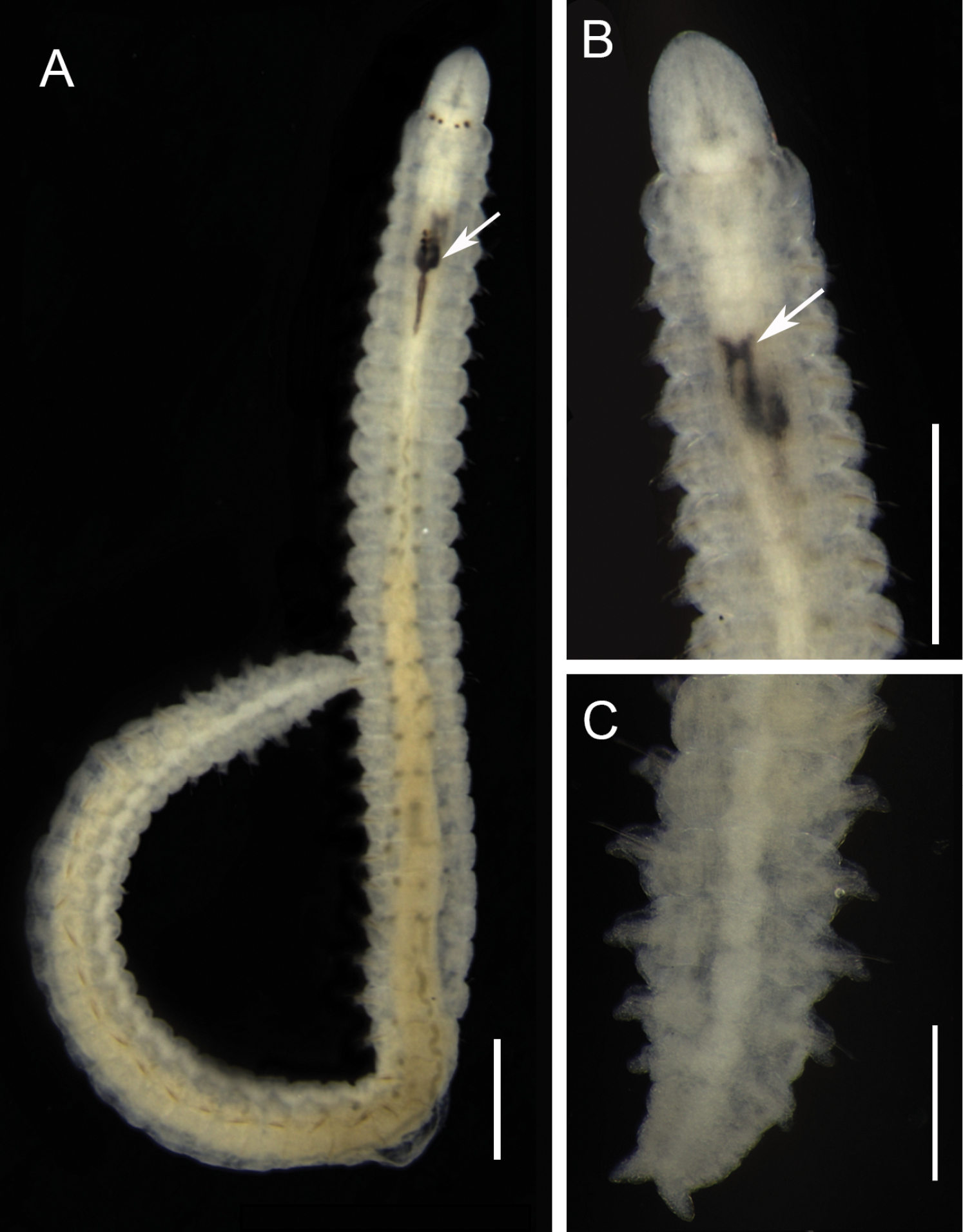
Arabella iricolor

Oenonidae (лат.) — семейство кольчатых червей отряда Eunicida из подкласса Errantia класса многощетинковых.

## Описание
Относительно крупные и длинные многощетинковые черви. Достигают до 900 мм в длину и более 10 мм в ширину на более чем 1000 сегментов. Внешне они похожи на Lumbrineridae, но от них их можно отличить по наличию уплощённой головы. Oenonidae — единственное современное семейство из отряда Eunicida с максиллами, чётко выраженными как прионогнатные. Простомиум округлый или заострённый, обычно без придатков, за исключением одной маленькой антенны у видов Tainokia и трёх у видов Oenone и Halla. Перистомиум может состоять из одного или двух колец. Параподии суббирамические. Нотоподии представлены пуговицеобразными или пластинчатыми долями (дорсальные цирри) с внутренними ацикулами. Бранхии отсутствуют. Нейроподиальные хеты простые лимбальные; в некоторых родах присутствуют дополнительные бидентатные субацикулярные крючья или крупные шипы. Вентральные цирри отсутствуют; пигидиальных цирри от двух до четырёх. Мандибулы не сросшиеся, без видимых колец роста, у некоторых видов могут быть редуцированы или отсутствовать.
Встречаются повсеместно. Они ведут преимущественно свободный образ жизни, зарываясь в песок и ил, но некоторые виды являются паразитами.

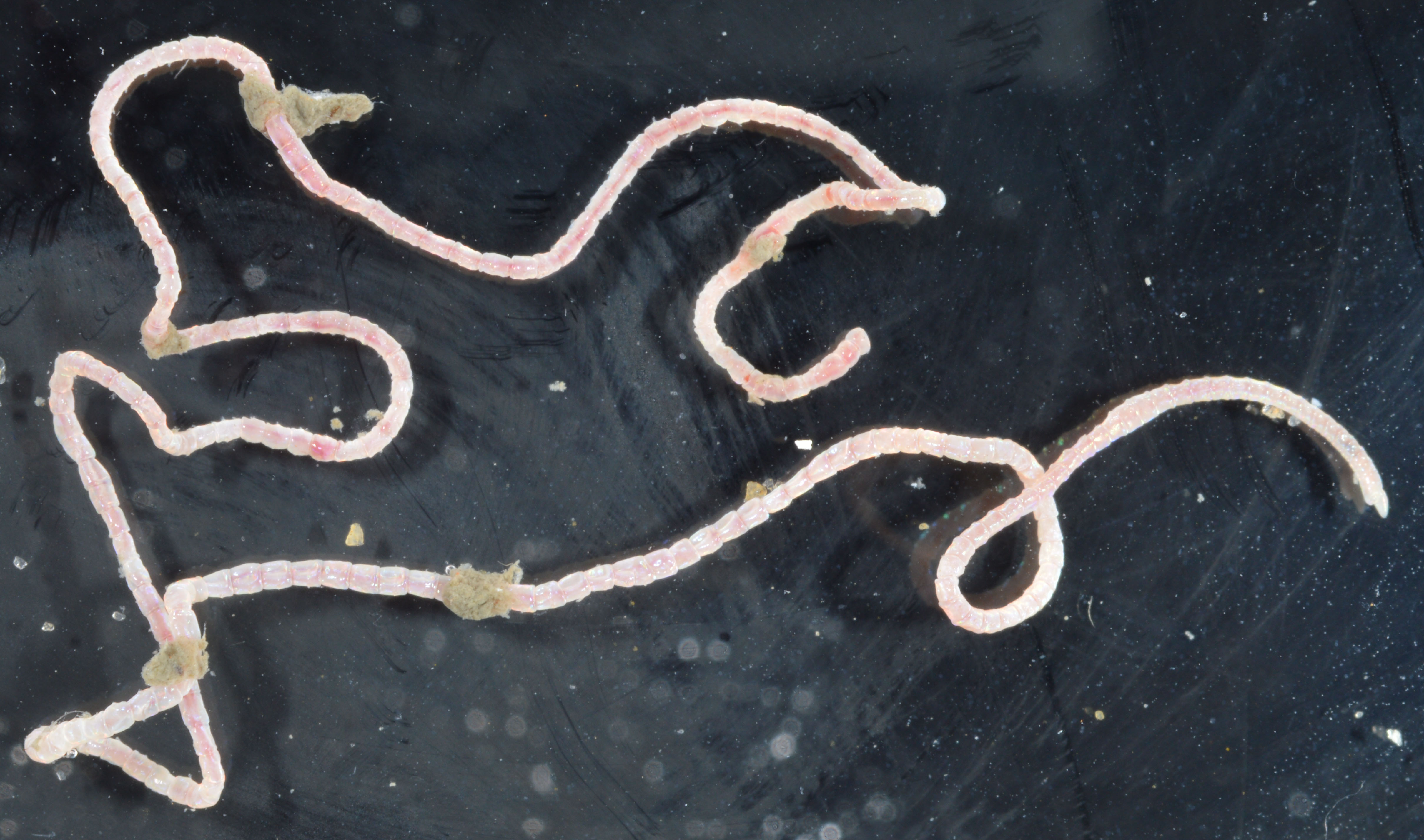
Drilonereis longa

## Систематика
Известно около 20 родов и более 100 видов. Хотя семейство Oenonidae (как Oenonidea (sic)) было создано Кинбергом ещё в 1865 году, оно не получило широкого распространения и лишь недавно было возрождено для родов Oenone, Halla и Tanaikoia (которые большую часть своего столетия относились к Lysaretidae) и родов из семейства Arabellidae. Ольга Хартман (1944) поместила Oenonidae в синонимию с Lysaretidae. Она также предложила новое название Arabellidae для Laidea Кинберга, поскольку название типового рода, Lais, было занято. Козур (1970) обсудил строение челюстей Lysarete в палеонтологической литературе, отметив полифилию Lysaretidae, и ограничил семейство родом Lysarete. Колбат (1989) пересмотрел Lysaretidae и пришёл к тому же выводу. Он (Colbath, 1989) также восстановил Oenonidae для Oenone, Tainokia и Halla, оставив Lysarete как единственный род в Lysaretidae. Позднее род Lysarete перенесли в Lumbrineridae, а Lysaretidae посчитали синонимом Lumbrineridae. Кроме того, в новое определение Oenonidae включили роды, которые считались Arabellidae, и последний таксон посчитали синонимом первого.
- Arabella Grube, 1850
- Biborin Chamberlin, 1919
- Danymene Kinberg, 1865
- Drilognathus Day, 1960
- Drilonereis Claparède, 1870
- Haematocleptes Wirén, 1886
- Halla Costa A., 1844
- ?Labidognathus (в Drilonereis)
- Labrorostratus Saint-Joseph, 1888
- Laranda Kinberg, 1865
- Notocirrus Schmarda, 1861
- Oenone Lamarck, 1818
  - =Aenone Lamarck, 1818
  - =Aglaura Lamarck, 1818
  - =Aglaurides Ehlers, 1868
  - =Andromache Kinberg, 1865
- Oligognathus Spengel, 1881
- Pholadiphila Dean, 1992[8]
- Plioceras Quatrefages, 1866
- Tainokia Knox & Green, 1972[9]